# Losa (Band)
Losa ist eine US-amerikanische Metalcore-Band aus Dallas, Texas, die im Jahr 2003 gegründet wurde.

## Geschichte
Die Band wurde Mitte 2003 von Bassist Joshua Urista gegründet. Im Jahr 2005 erschien das Debütalbum The Perfect Moment über Metal Blade Records. Um das Album zu bewerben, folgten im Mai und Juni Auftritte mit Twelve Tribes, Dead to Fall und Fight Paris. Im September hielt die Band Auftritte mit Jacknife ab. Im Oktober ging die Band auf die Metal Blade Records Young Guns Tour zusammen mit The Classic Struggle und The Absence.

## Stil
Die Band spielt komplexen Metalcore mit Einflüssen aus einigen anderen Genres, wobei Einflüsse von Bands wie den frühen Deftones, God Forbid, Tool und Opeth hörbar sind.

## Diskografie
- 2005: The Perfect Moment (Album, Metal Blade Records)